# Condado de Knox (Maine)
El condado de Knox es un condado del Estado de Maine. En el año 2000, su población fue de 39.618 habitantes. La sede del condado se encuentra en Rockland. El nombre de la región viene en honor a Henry Knox, General de la guerra de independencia y secretario de guerra que residió en el condado desde 1795 hasta su muerte en 1806. El condado se fundó en 1860.

## Geografía
Según la Oficina del Censo de Estados Unidos, el condado tiene un área total de 1.142 mi² (2.958 km²), de las cuales, 366 mi² (947 km²) es terreno y 776 mi² (2011 km²) de agua cuyo porcentaje es de (67,98%). Antiguamente formaba parte de Waldo.

### Condados adyacentes
- Waldo - norte
- Lincoln - oeste

### Áreas nacionales protegidas
- Franklin Island National Wildlife Refuge
- Seal Island National Wildlife Refuge

## Demografía
Según el censo del 2000, en el condado residían 39.618 habitantes, y hubo 16.608 hogares y 10.728 familias. La densidad de población fue de 108 mi² (42/km²). Hubo 21.612 zonas urbanizadas en una densidad de 59 mi² (23/km²) La población racial se divide en 98,28% blancos, 0,24% afroamericanos, 0,22% nativoamericanos, 0,36% asiáticos, 0,01% isleños del Pacífico, 0,12% de otras razas y 0,78% mestizos. El 0,57% de la población es hispanoamericana, 25,4% ingleses, 12,2% irlandeses, 11,7% estadounidenses, 7,5% alemanes y 5,7% franceses. Un 97,1% tiene el inglés como lengua nativa mientras el 1,5% habla en francés.
Había 16.608 hogares, en los cuales, el 28,30% los propietarios tenían hijos menores de 18 años con ellos, 52,20% eran parejas casadas, 9% eran mujeres solteras o sin el marido presente, y el 35,40% no tenía familia. El 29% de las viviendas son individuales y el 12,70% de los residentes tiene 65 años o más de edad. El tamaño medio de la propiedad es de 2,31 y el familiar de 2,83.
La población por edades del condado está repartida en 22,40% menores de 18, 6,30% de 18 a 24 años, 27,40% de 25 a 44 años, 26,70% de 45 a 64 años y 17,20% de 65 años o más de edad. La mediana de edad era de 41 años. Por cada 100 mujeres, 95,20 son hombres. Por cada 100 mujeres de 18 años, 93 son hombres.
La media de ingresos por hogar en el condado era de 36.774 dólares y la media por familia, de 43.819 dólares. La población masculina tenía una media de ingresos de 30.704 frente a los 22.382 dólares de la población femenina. La renta per cápita en la región era de 19.981 dólares. Un 6,40% de las familias y un 10,10% de la población vive bajo el umbral de la pobreza, de los cuales, un 11,90 son menores de 18 y el 8% de 65 años o más.

## Municipios
- Appleton
- Camden
- Cushing
- Friendship
- Hope
- Isle au Haut
- Matinicus Isle
- North Haven
- Owls Head
- Rockland
- Rockport
- Saint George
- South Thomaston
- Thomaston
- Union
- Vinalhaven
- Warren
- Washington
- Criehaven (Territorio no incorporado)